# Never Have I Ever
Never Have I Ever är en amerikansk dramaserie från 2020 skapad av Lang Fisher och Mindy Kaling.
Serien hade premiär på Netflix 27 april 2020 och består av 40 avsnitt fördelat på fyra säsonger. Seriens sista avsnitt kom 8 juni 2023.

## Handling
Serien handlar om en tonårstjej som är första generationens indier i USA och hennes komplicerade liv. Hon vill leva ett modernt liv för att bli populär, men det inte det lättaste med hennes bakgrund. Serien är baserad på Mindy Kalings egen uppväxt som ung.

## Rollista

### Huvudroller
- Maitreyi Ramakrishnan – Devi Vishwakumar
- Poorna Jagannathan – Dr. Nalini Vishwakumar
- Darren Barnet – Paxton Hall-Yoshida
- Jaren Lewison – Ben Gross
- Richa Moorjani – Kamala Nandiwadal
- John McEnroe – berättarröst
- Ramona Young – Eleanor Wong (säsong 2–4; återkommande säsong 1)
- Lee Rodriguez – Fabiola Torres (säsong 2–4; återkommande säsong 1)

### Återkommande roller
- Megan Suri – Aneesa
- Niecy Nash – Dr. Jamie Ryan
- Sendhil Ramamurthy – Mohan Vishwakumar
- Alexandra Billings – Jennifer Warner (säsong 2, 4)
- Jae Suh Park – Joyce Wong (säsong 1; gäst säsong 4)
- Cocoa Brown – Rektor Grubbs
- Angela Kinsey – Vivian Gross (säsong 1)
- Michael Badalucco – Howard Gross (säsong 1, 3)
- Tyler Alvarez – Malcom Stone (säsong 2)[10]
- Utkarsh Ambudkar – Mr. Manish Kulkarni (säsong 2–3)[11]
- P.J. Byrne – Evan Safstrom (säsong 2)[11]
- Common – Dr. Chris Jackson (säsong 2)[12]
- Tohoru Masamune – Kevin Hall-Yoshida (säsong 2–3)
- Clyde Kusatsu – Ted Yoshida (säsong 2)
- Helen Hong – Sharon Wong (säsong 2)
- Sarayu Rao – Rhyah (säsong 3)
- Victoria Moroles – Margot Ramos (säsong 3–4)
- Michael Cimino – Ethan Morales (säsong 4)
- Jeff Garlin – Len (säsong 4)
- Genneya Walton – Lindsay Thompson (säsong 4)